# Castanea ozarkensis
Castanea ozarkensis là một loài thực vật có hoa trong họ Fagaceae. Loài này được Ashe mô tả khoa học đầu tiên năm 1923.